# Sepia vietnamica
Sepia vietnamica е вид главоного от семейство Sepiidae.

## Разпространение и местообитание
Видът е разпространен в Китай (Гуандун, Гуанси, Фудзиен и Хайнан), Провинции в КНР, Тайван и Хонконг.
Обитава крайбрежията на морета.